# Aluminium du Maroc
Aluminium du Maroc est une entreprise marocaine spécialisée dans la fabrication de profilés en alliages d'aluminium.

## Historique
Aluminium du Maroc est créée en 1976 par le groupe El Alami en partenariat avec Pechiney. Elle avait alors pour objet la fabrication de profilés d'aluminium à destination de l'industrie et travaux publics et tube d'irrigation. L'essentiel de sa production est réalisé à Tanger sur une usine de 43 000 m².
La majeure partie de la production d'Aluminium du Maroc est destinée au marché du bâtiment (85 %), mais couvre également les multiples besoins du secteur industriel : mécanique, électrique, électronique, transport, affichage, mobilier urbain, climatisation, télécommunications...
En 1998, la société est introduite à la Bourse de Casablanca.
En 2016, la société est victime d'une escroquerie de 49 millions de dirhams au faux IBAN.
En 2020, la gouvernance de la société connaît des remous à la suite de la contestation de la stratégie du PDG Abdelouahed El Alami par son frère Mohamed El Alami, qui finit par lui succéder en juillet 2020. En aout 2023 le chiffre d’affaires de la société a enregistré une baisse de 17% au premier semestre 2023 par rapport à la même période de l’exercice 2022.